# St. Magdalena (Meran)

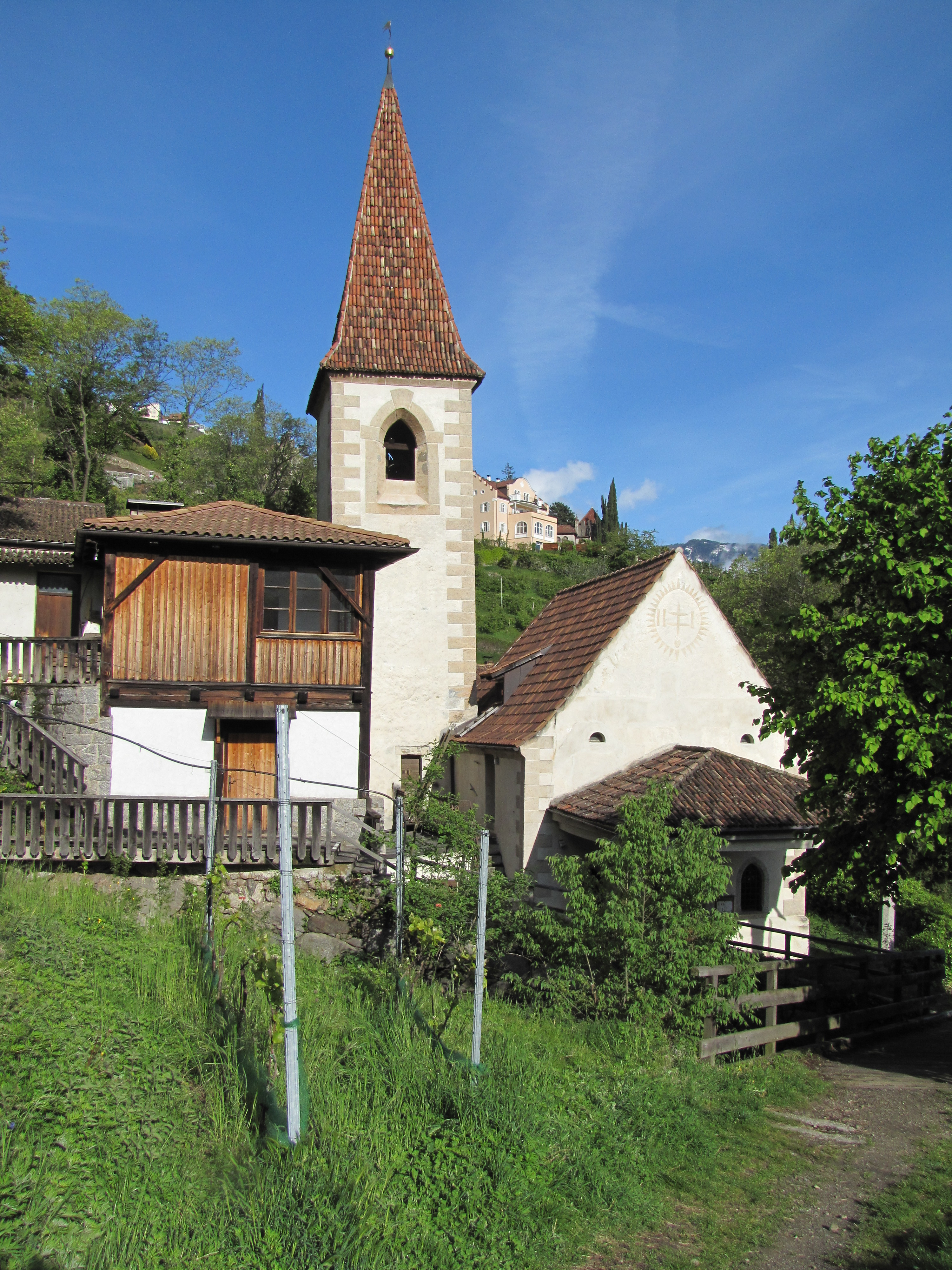
St. Magdalena in Gratsch

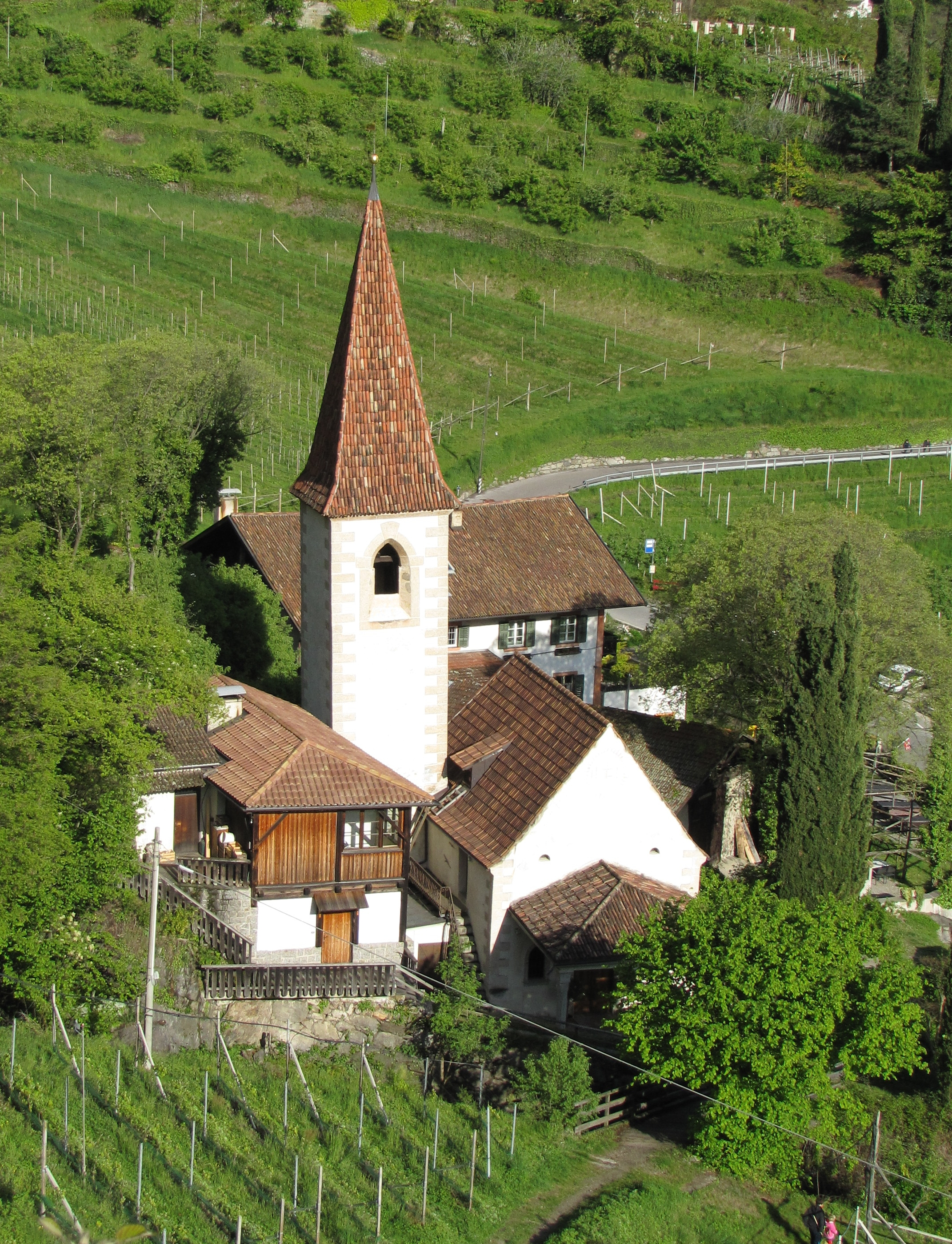
Panorama

Die römisch-katholische Pfarrkirche St. Magdalena in Gratsch, einem Ortsteil von Meran in Südtirol, ist ein geschütztes Baudenkmal. Das Patroziniumsfest ist der 22. Juli.

## Geschichte
Der Ort ist seit prähistorischen Zeiten besiedelt. 1957 fand man zufällig bei Bauarbeiten unterhalb der Kirche beim Kircherhof die sogenannte Steinkammer von Gratsch aus der Jungsteinzeit, welches Grab an der südlichen Kirchmauer wiederaufgebaut wurde. Die im Kern mittelalterliche Kirche war von alters her Filiale bzw. Beikirche der Pfarre St. Peter ob Gratsch. 1290 wurde die Pfarre dem Stift Stams einverleibt. Während der kriegerischen Auseinandersetzung zwischen Margarete von Tirol und Karl von Böhmen niedergebrannt, wurde das Gotteshaus anschließend auf Geheiß der Tiroler Landesfürstin 1348 wiederaufgebaut. Für die Seelsorge waren früher zum Teil Zisterzienser aus dem Stams zuständig. 1559 legte der Bischof von Chur fest, dass ein Priester aus Stams Gratsch betreuen soll. Im zum Teil in lateinischer Sprache verfassten Visitationsbericht von ca. 1640 steht über den Sakralbau folgendes:

„ein sacellum admodum amplum, bene aedificatum; supra est coelum tabulatum pulchre. Sunt altaria duo. In medio Sacelli non est Crucifixus magnus pro more solito, sed a latere Evang.; sed in posterum in medio collocabitur. Lumen accenditur singulis diebus sabbathinis et Domini festivis, etiam in Vigiliis Apostolorum, von ainer Griewiess, so der Burger zu Meran innen hat, und sonsten von andern Gütern mehr, so der Kirchpropst einlangen mueß, sovil Del.
Monstrantia aenea tota, qua utuntur in festo Corporis Christi wegen der Mur-Länen. Turris satis magna acuminosa.“

Ihre Form verdankt die im Kern gotische Kirche einen Umbau in den 1670er Jahren, dabei erfuhr auch der Innenraum eine Umgestaltung im Barockstil. Früher war der Pfarrer von St. Peter verpflichtet, wöchentlich in der Kirche eine Messe zu lesen. Ein bei der Kirche angestellter eigener Mesner bezog für seinen Unterhalt 5 Gulden und musste für jeden Verstorbenen in Gratsch die Glocken läuten, des Weiteren wenn man den Leichnam auf den Friedhof von St. Peter ob Gratsch überführte. Der Anbau der Vorhalle erfolgte 1895. 1905 zog der Priester von St. Peter nach St. Magdalena und verlegte damit den Sitz der Seelsorge nach Gratsch, die seither als Pfarrkirche dient. 1923 wurde Gratsch, bis dahin eine selbstständige Gemeinde, nach Meran eingemeindet. Der Bezirk um die alte Kirche St. Peter gehört dagegen zur Gemeinde Dorf Tirol. Am 20. Juni 1980 stellte das Südtiroler Landesdenkmalamt die Kirche unter Denkmalschutz.

## Ausstattung
Das viereckige, mit Stuck gerahmte Gewölbebild aus der zweiten Hälfte des 17. Jahrhunderts zeigt die Kirchenpatronin, ein Kreuz haltend. Der barocke Hochaltar, mit dem Bild der hl. Dreifaltigkeit stammt von 1677; die Seitenaltäre sind neugotisch. Die Kreuzwegbilder kamen im 18. Jahrhundert hinzu. Das Gemälde Herz Jesu schuf 1801 der aus Lauingen stammende Maler Joseph Wengenmayr.

## Geläut
In der zweiten Hälfte des 19. Jahrhunderts hingen im Kirchturm drei Glocken:
1. Gussjahr: 1588, Inschrift: Anno Dom. 1588 (?) In nomine Domini Ossanna in excelsis. O rex gloriae, crismae venica (?) M. PA.
2. Gussjahr: 1839, Inschrift: Nos cum prole pia benedicat virgo Maria.
3. Gussjahr: 1814, Inschrift: Virgo potens ora pro nobis.